# Lagunita Salada
Lagunita Salada es una localidad y comuna rural del norte de la provincia del Chubut, en la Patagonia argentina, dentro del departamento Gastre.
En cuanto a los servicios públicos que presenta esta comuna, un 50 % de los hogares cuenta con agua potable por red, energía eléctrica provista mediante generadores, alumbrado público,servicio de recolección de residuos y prestación de servicio telefónico semi-público. La comuna rural cuenta con un solamente un teléfono que se encuentra instalado en el Juzgado de Paz. No existe, hasta el momento, señal de telefonía móvil. La comuna cuenta con desagüe cloacal y pavimento. 

## Población
Contó con 129 habitantes (Indec, 2010), lo que representó un descenso del 8,5% frente a los 141 habitantes (Indec, 2001) del censo anterior. La población se compuso de 74 varones y 55 mujeres, lo que arrojó un índice de masculinidad del 134.55%. En tanto, las viviendas pasaron a ser 59.
Tras el censo de 2022 se conoció un crecimiento de la localidad con 154 habitantes y unas 115 viviendas.  Los pobladores se repartieron  entre 81 hombres y 73 mujeres. Sin embargo, las cifras obtenidas fueron estimativas solo teniendo en cuenta a la población en viviendas particulares; es decir, excluyendo del dato a la población institucional y las personas sin hogar. Gracias a este censo también fue posible conocer su densidad y tamaño urbano.
| Gráfica de evolución demográfica de Lagunita Salada entre 1991 y 2022 |
|                                                                       |
| Fuente: Censos nacionales del INDEC                                   |

## Educación
En febrero de 1947 es creada la escuela de Lagunita Salada. En relación con la estructura educacional, la comuna cuenta con población matriculada en todos los niveles, excepto el nivel terciario, ubicándose la mayoría de las matrículas en el nivel primario, luego inicial, secundario, polimodal y universitario, en ese orden (este último se debe cursar fuera del departamento de Gastre). La localidad no cuenta con asistencia a nivel terciario.